# Famegana alsulus
Famegana alsulus is een vlinder uit de familie van de Lycaenidae. De wetenschappelijke naam van de soort is voor het eerst gepubliceerd in 1869 door Herrich-Schäffer. De soort komt voor in het Australaziatisch gebied en Zuidoost-Azië (het zuiden van China, Taiwan en de Filipijnen.

## Waardplanten
De rupsen leven op Cajanus, Desmodium, Flemingia, Indigofera, Moghamia en Phyllodium.

## Ondersoorten
- Famegana alsulus alsulus
- Famegana alsulus lulu (Mathew, 1889)
  - = Lycaena lulu Mathew, 1889
- Famegana alsulus kalawarus (Ribbe, 1926)
  - = Zizera kalawarus Ribbe, 1926
- Famegana alsulus eggletoni (Corbet, 1941)
  - = Zizeeria alsulus eggletoni (Corbet, 1941)